# Monascus purpureus
Espèce
Monascus purpureus (synonymes : M. albidus, M. anka, M. araneosus, M. major, M. rubiginosus, et M. vini) est une espèce de moisissure d'un rouge violacé.
Elle est également connue sous les noms chinois simplifié : 红 曲 菌 ; chinois traditionnel : 红麴菌 ; pinyin : Hong Qu juin, sous le nom de moisissure du riz ang-khak, et sous les noms anglais : maize silage mold, corn silage mold, rice kernel discoloration.

## Utilisation médicale
Ce champignon est très important en raison de son utilisation, sous forme de levure de riz rouge, dans la production de certains aliments fermentés en Chine. Cependant, les découvertes de statines hypocholestérolémiantes produites par cette moisissure ont induit des travaux de recherche sur ses possibles applications médicales.
Monascus purpureus produit des monacolines, substances inhibitrices de la HMG-CoA réductase, dont la lovastatine naturelle, dénommée monacoline K.
À la suite de signalements d’effets indésirables susceptibles d’être liés à l’utilisation de compléments alimentaires à base de levure de riz rouge, l’Agence nationale de sécurité sanitaire de l'alimentation, de l'environnement et du travail (ANSES) s’est auto-saisie en France, en septembre 2012, de l’analyse des risques éventuels liés à leur consommation.

## Utilisation industrielle
Le champignons Monascus ruber et Monascus pilosus sont également utilisés dans les applications industrielles.